# Liga 1 (Roemenië)
De  Liga 1 is de hoogste voetbaldivisie in Roemenië. Tot het seizoen 2006/07 heette de competitie Divizia A.
In deze competitie spelen sinds het seizoen 2020/21 zestien clubs waarvan de nummers 15 en 16 (na playoffs tussen de nummers 7-16) degraderen naar de Liga 2. De nummers 13 en 14 spelen promotie/degradatie wedstrijden met de nummers 3 en 4 van deze liga. Zoals de Roemeense voetbalbond er nu voor staat op de UEFA-coëfficiëntenranglijst plaatsen de kampioen zich voor de (kwalificatieronden van de) UEFA Champions League. De nummers twee en drie en de winnaar van de FRF Cup (of diens plaatsvervanger) plaatsen zich voor (de kwalificatieronden van) de UEFA Europa Conference League.

## Geschiedenis
In de periode 1909-1920 was er geen Roemeens nationaal kampioenschap. De hier gegeven kampioenen zijn clubs uit de historische regio Walachije, nu zuidelijk Roemenië, waaraan voornamelijk clubs uit de steden Boekarest, Craiova en Ploiești aan deelnamen. Vanaf het seizoen 1920/21 vond de eerste nationale competitie plaats, de deelnemende clubs hadden allen de amateurstatus. In het seizoen 1932/33 ging de Divizia A, een profliga, van start. In het eerste seizoen bestond de liga uit twee groepen van zeven clubs, het tweede uit twee groepen van acht clubs. In het seizoen 1933/34 bestond de liga uit één groep en dat jaar ging ook de Divizia B van start, zodat voor het eerst sprake was van degradatie/promotie. In 1936 volgde de Divizia C als derde nationale competitie. Tussen 1945 en 1990, ten tijde van het communistisch bewind in Roemenië bestond er officieel geen profliga. Deze werd na de val van het communisme weer geïntroduceerd.
Kampioenen 1910-1920

## Landskampioenen
In de jaren 1950-1956 werd er in een lente-herfst competitie gespeeld. In de lente van 1957 werd er niet gespeeld vanwege competitie omvorming naar herfst-lente competitie vanaf het seizoen 1957/58.

### Titels per club
| Club                                  | Stad        | Titels | Seizoenen (1921-2025) |
| ------------------------------------- | ----------- | ------ | --- |
| FCSB inclusief Steaua Boekarest, CCA  | Boekarest   | 28     | (1951, 1952, 1953, 1956, 1960, 1961, 1968, 1976, 1978, 1985, 1986, 1987, 1988, 1989, 1993, 1994, 1995, 1996, 1997, 1998, 2001, 2005, 2006, 2013, 2014, 2015, 2024, 2025) |
| Dinamo Boekarest                      | Boekarest   | 18     | (1955, 1962, 1963, 1964, 1965, 1971, 1973, 1975, 1977, 1982, 1983, 1984, 1990, 1992, 2000, 2002, 2004, 2007)                                                             |
| CFR Cluj                              | Cluj-Napoca | 8      | (2008, 2010, 2012, 2018, 2019, 2020, 2021, 2022) |
| Venus Boekarest                       | Boekarest   | 6      | (1929, 1932, 1934, 1937, 1939, 1940) |
| Chinezul Timișoara                    | Timișoara   | 6      | (1922, 1923, 1924, 1925, 1926, 1927) |
| UT Arad inclusief ITA + Flumura Rosie | Arad        | 6      | (1947, 1948, 1950, 1954, 1969, 1970) |
| Ripensia Timișoara                    | Timișoara   | 4      | (1933, 1935, 1936, 1938) |
| CS Universitatea Craiova              | Craiova     | 4      | (1974, 1980, 1981, 1991) |
| Rapid Boekarest                       | Boekarest   | 3      | (1967, 1999, 2003) |
| Petrolul Ploiești                     | Ploiești    | 3      | (1958, 1959, 1966) |
| Unirea Tricolor Boekarest             | Boekarest   | 2      | (1921, 1941) |
| FC Argeș Pitești                      | Pitești     | 2      | (1972, 1979) |
| Viitorul Constanța                    | Ovidiu      | 1      | (2017) |
| Astra Giurgiu                         | Giurgiu     | 1      | (2016) |
| Oțelul Galați                         | Galați      | 1      | (2011) |
| Unirea Urziceni                       | Urziceni    | 1      | (2009) |
| ICO Oradea                            | Oradea      | 1      | (1949) |
| UDR Reșița                            | Reșița      | 1      | (1931) |
| FC Juventus Boekarest                 | Boekarest   | 1      | (1930) |
| Colțea Brașov                         | Brașov      | 1      | (1928) |
| FCV Farul Constanța                   | Constanța   | 1      | (2023) |

## Eeuwige ranglijst deelname
Clubs vet weergegeven spelen in het seizoen 2025/26 in de Liga 1.
| Club                          | Stad                  | /88 | Seizoenen (1932-2026)                                                                                                   |
| ----------------------------- | --------------------- | --- | --- |
| FCSB                          | Boekarest             | 77  | 1948-.... |
| Dinamo Boekarest              | Boekarest             | 76  | 1948-2022, 2023-.... |
| Rapid Boekarest               | Boekarest             | 71  | 1932-1936, 1946-1949, 1950-1951, 1953-1954, 1956-1974, 1975-1977, 1983-1989, 1990-2013, 2014-2015, 2021-....            |
| Universitatea Cluj            | Cluj-Napoca           | 58  | 1932-1938, 1946-1949, 1951-1956, 1958-1976, 1979-1982, 1985-1991, 1992-1999, 2007-2008, 2010-2013, 2014-2015, 2022-.... |
| Petrolul Ploiești             | Ploiești              | 51  | 1952, 1954-1974, 1977-1978, 1982-1984, 1985-1988, 1989-2002, 2003-2004, 2011-2016, 2022-....                            |
| FC Argeș Pitești              | Pitești               | 48  | 1961-1962, 1963-1992, 1994-2007, 2008-2009, 2020-2023, 2025-....                                                        |
| Farul Constanța               | Constanța             | 47  | 1955, 1958-1961, 1962-1978, 1981-1983, 1988-2000, 2001-2009, 2021-....                                                  |
| FC Brașov                     | Brașov                | 47  | 1956-1968, 1969-1975, 1980-1983, 1984-1997, 1999-2005, 2008-2015                                                        |
| UT Arad                       | Arad                  | 44  | 1946-1979, 1981-1982, 1993-1995, 2002-2003, 2006-2008, 2020-....                                                        |
| FCM Bacău                     | Bacău                 | 42  | 1956, 1958-1963, 1967-1974, 1975-1993, 1995-2006                                                                        |
| Jiul Petroșani                | Petroșani             | 41  | 1937-1938, 1946-1960, 1961-1962, 1966-1985, 1986-1987, 1989-1991, 1996-1998, 2005-2007                                  |
| CS Universitatea Craiova      | Craiova               | 39  | 1964-1991, 2014-.... |
| Sportul Studențesc Boekarest  | Boekarest             | 36  | 1937-1941, 1972-1998, 2001-2003, 2004-2006, 2010-2012                                                                   |
| Politehnica Timișoara         | Timișoara             | 35  | 1948-1951, 1953-1959, 1960-1964, 1965-1967, 1973-1983, 1984-1986, 1987-1988, 1989-1994, 1995-1997                       |
| CFR Cluj                      | Cluj-Napoca           | 32  | 1946-1949, 1969-1976, 2004-....                                                                                         |
| Progresul Boekarest           | Boekarest             | 32  | 1955-1965, 1966-1969, 1970-1971, 1976-1977, 1980-1982, 1992-2007                                                        |
| Oțelul Galați                 | Galați                | 30  | 1986-1989, 1991-2015, 2023-...                                                                                          |
| Politehnica Iași              | Iași                  | 28  | 1960-1961, 1962-1967, 1968-1972, 1973-1981, 1982-1985, 1995-1996, 2004-2010                                             |
| FC U Craiova 1948             | Craiova               | 22  | 1991-2005, 2006-2011, 2021-2024                                                                                         |
| Gloria Bistrița               | Bistrița              | 22  | 1990-2011, 2012-2013 |
| ASA Târgu Mureș               | Târgu Mureș           | 21  | 1967-1970, 1971-1986, 1987-1989, 1991-1992                                                                              |
| FC Bihor Oradea               | Oradea                | 18  | 1963-1966, 1968-1970, 1971-1972, 1975-1979, 1982-1986, 1988-1991, 2003-2004                                             |
| Ceahlăul Piatra Neamț         | Piatra Neamț          | 18  | 1993-2004, 2006-2008, 2009-2010, 2011-2015                                                                              |
| Astra Giurgiu                 | Giurgiu               | 17  | 1998-2003, 2009-2021 |
| Corvinul Hunedoara            | Hunedoara             | 17  | 1954, 1960-1961, 1976-1979, 1980-1992                                                                                   |
| CSM Crișana Oradea            | Oradea                | 17  | 1932-1938, 1946-1954, 1956-1958, 1962-1963                                                                              |
| FCM Reșița                    | Reșița                | 16  | 1938-1941, 1946-1948, 1950, 1972-1978, 1992-1993, 1997-2000                                                             |
| Gaz Metan Mediaș              | Mediaș                | 16  | 1947-1949, 2000-2001, 2008-2015, 2016-2022                                                                              |
| FC Botoșani                   | Botoșani              | 13  | 2013-.... |
| FC Juventus Boekarest         | Boekarest             | 12  | 1933-1940, 1946-1951 |
| Pandurii Târgu Jiu            | Târgu Jiu             | 12  | 2005-2017 |
| CFR Timișoara                 | Timișoara             | 11  | 1946-1956 |
| FC Olt Scornicești            | Scornicești           | 11  | 1979-1990 |
| Avințul Târgu Mureș           | Târgu Mureș           | 10  | 1946-1955, 1957-1958 |
| Chimia Râmnicu Vâlcea         | Râmnicu Vâlcea        | 10  | 1974-1975, 1978-1987 |
| FC Vaslui                     | Vaslui                | 10  | 2005-2014 |
| FC Voluntari                  | Voluntari             | 9   | 2015-2024 |
| Viitorul Constanța            | Constanța             | 9   | 2012-2021 |
| AMEF Arad                     | Arad                  | 9   | 1932-1940, 1968-1969 |
| Chindia Tirgoviste            | Târgoviște            | 9   | 1961-1962, 1977-1980, 1981-1984, 1996-1998                                                                              |
| Ripensia Timișoara            | Timișoara             | 9   | 1932-1941 |
| FC Timișoara                  | Timișoara             | 9   | 2002-2011 |
| Unirea Tricolor Boekarest     | Boekarest             | 9   | 1932-1938, 1939-1941, 1947-1948                                                                                         |
| Venus Boekarest               | Boekarest             | 9   | 1932-1941 |
| FC Politehnica Iași           | Iași                  | 9   | 2012-2013, 2014-2021, 2023-2025                                                                                         |
| Gloria CFR Arad               | Arad                  | 8   | 1932-1939, 1940-1941 |
| FC Inter Sibiu                | Sibiu                 | 8   | 1998-1996 |
| Victoria Cluj                 | Cluj-Napoca           | 8   | 1932-1940 |
| Sepsi Sfântu Gheorghe         | Sfântu Gheorghe       | 8   | 2017-2025 |
| FC Gloria Buzău               | Buzău                 | 8   | 1978-1980, 1984-1987, 2007-2009, 2024-2025                                                                              |
| FC Hermannstadt               | Sibiu                 | 7   | 2018-2021, 2022-.... |
| FC Baia Mare                  | Baia Mare             | 7   | 1964-1965, 1978-1981, 1983-1985, 1994-1995                                                                              |
| CS Concordia Chiajna          | Chiajna               | 7   | 2011-2013, 2014-2019 |
| Dinamo Cluj                   | Cluj-Napoca           | 7   | 1951-1958 |
| Olimpia Satu Mare             | Satu Mare             | 7   | 1937-1938, 1974-1976, 1977-1980, 1998-1999                                                                              |
| Chinezul Timișoara            | Timișoara             | 6   | 1933-1939 |
| Crișana Oradea                | Oradea                | 6   | 1932-1938 |
| ASA Târgu Mureș               | Târgu Mureș           | 5   | 2010-2012, 2014-2017 |
| Extensiv Craiova              | Craiova               | 5   | |
| FCM Dunărea Galați            | Galați                | 5   | 1974-1975, 1976-1977, 1979-1981, 1983-1984                                                                              |
| Victoria Boekarest            | Boekarest             | 5   | 1985-1990 |
| Unirea Urziceni               | Urziceni              | 5   | 2006-2011 |
| AFC Chindia Târgoviște        | Târgoviște            | 4   | 2019-2023 |
| CS Mioveni                    | Mioveni               | 4   | 2007-08, 2011-12, 2021-2023                                                                                             |
| ACS Poli Timișoara            | Timișoara             | 4   | 2013-2014, 2015-2018 |
| Dacia Unirea Braila           | Brăila                | 4   | 1990-1994 |
| Flacăra Moreni                | Moreni                | 4   | 1986-1990 |
| Minerul Lupeni                |                       | 4   | 1959-1963 |
| FC Ploiești                   | Ploiești              | 4   | |
| Carpati Baia Mare             |                       | 3   | 1937-1940 |
| Foresta Falticeni             |                       | 3   | 1997-1999, 2000-2001 |
| FC Academica Clinceni         |                       | 3   | 2019-2022 |
| Unirea Slobozia               | Slobozia              | 2   | 2024-.... |
| Apulum Alba-Iulia             |                       | 2   | 2003-2005 |
| Armata Cimpulung              |                       | 2   | 1952-1953 |
| Brașovia Brașov               | Brașov                | 2   | 1932-1934 |
| Ciocanul Boekarest            | Boekarest             | 2   | 1946-1948 |
| FC Craiova                    | Craiova               | 2   | 1940-1941, 1946-1947 |
| Metalul Cimpia Turzii         |                       | 2   | 1952, 1954 |
| Gloria CFR Galați             | Galați                | 2   | 1939-1941 |
| FC Onesti                     |                       | 2   | 1998-2000 |
| Rocar Fulgerul Bragadiru      |                       | 2   | 1999-2001 |
| Siderurgistul Galați          | Galați                | 2   | 1963-1964, 1965-1966 |
| FC Braila                     | Brăila                | 2   | 1937-1938, 1940-1941 |
| Soimii Sibiu                  | Sibiu                 | 2   | 1932-1934 |
| Avintul Reghin                |                       | 1   | 1955 |
| ACFR Brașov                   | Brașov                | 1   | 1937-1938 |
| Carmen Boekarest              | Boekarest             | 1   | 1942-1943 |
| ASC Corona 2010 Brașov        | Brașov                | 1   | 2013-2014 |
| Dermata Cluj                  | Cluj-Napoca           | 1   | 1947-1948 |
| Dragoș Vodă Cernăuți          |                       | 1   | 1937-1938 |
| Dunărea Călărași              |                       | 1   | 2018-2019 |
| Internațional Curtea de Argeș |                       | 1   | 2009-10 |
| CS Juventus Boekarest         | Boekarest             | 1   | 2017-2018 |
| Lokomotiva Sibiu              | Sibiu                 | 1   | 1950 |
| Metalochimic Boekarest        | Boekarest             | 1   | 1948-1949 |
| Mica Brad                     |                       | 1   | 1940-1941 |
| CFR Mureșul Târgu Mureș       | Târgu Mureș           | 1   | 1933-1934 |
| CS Otopeni                    | Otopeni               | 1   | 2008-2009 |
| Prahova Ploiești              | Ploiești              | 1   | 1946-1947 |
| AFC Săgeata Năvodari          | Năvodari              | 1   | 2013-2014 |
| CSM Suceava                   | Suceava               | 1   | 1987-1988 |
| CAM Timișoara                 | Timișoara             | 1   | 1939-1940 |
| RGM Timișoara                 | Timișoara             | 1   | 1932-1993 |
| UM Timișoara                  | Timișoara             | 1   | 2001-2002 |
| Tricolor Ploiești             | Ploiești              | 1   | 1938-1939 |
| CS Turnu Severin              | Drobeta-Turnu Severin | 1   | 2012-2013 |
| Unirea Alba Iulia             | Alba Iulia            | 1   | 2009-2010 |
| Universitatea Sibiu           | Sibiu                 | 1   | 1940-1941 |
| FC Victoria Brănești          | Brănești              | 1   | 2010-11 |
| Viitorul Boekarest            | Boekarest             | 1   | 1962-1963 |
| CSU Voința Sibiu              | Sibiu                 | 1   | 2011-12 |
| Vulturi Lugoj                 | Lugoj                 | 1   | 1937-1938 |
| Metaloglobus Boekarest        | Boekarest             | 1   | 2025-.... |
| Csíkszereda                   | Miercurea Ciuc        | 1   | 2025-.... |

1. ↑  FCSB speelde 1 seizoen als Armata Boekarest, 1 seizoen als CSCA Boekarest, 11 seizoenen als CCA Boekarest en tot 2017 als Steaua Boekarest
2. ↑  Rapid Boekarest speelde 7 seizoenen als CFR Boekarest en 5 seizoenen als Locomotiva Boekarest
3. ↑  U Cluj speelde 1 seizoen als CSU Cluj en 14 seizoenen als Știința Cluj
4. ↑  Petrolul Ploiești speelde 3 seizoenen als Flacara Ploiești en 1 seizoen als Energia Flacara Ploiești
5. ↑  FC Argeș Pitești speelde 5 seizoenen als Dinamo Pitești
6. ↑  Farul Constanța speelde 1 seizoen als Locomotiva Constanța en 8 seizoenen als FC Constanța
7. ↑  FC Brașov speelde één seizoen als Dinamo Brașov, 17 seizoenen als Steagul Rosu Brașov en 10 seizoenen als FCM Brașov
8. ↑  UT Arad speelde drie seizoenen als IT Arad, zeven seizoenen als Flamura Rosie Arad, twee seizoenen als Uzinele Arad
9. ↑  FCM Bacău speelde 9 seizoenen als Dinamo Bacău, 19 seizoenen als SC Bacău, 2 seizoenen als FC Bacău, 1 seizoen als Selena Bacău en 1 seizoen als AS Bacău
10. ↑  Jiul Petroșani speelde 1 seizoen als Partizanul Petroșani, 2 seizoenen als Flacara Petroșani, 3 seizoenen als Minerul Petroșani, 2 seizoenen als Energia Petroșani
11. ↑  CS Universitatea Craiova speelde twee seizoenen als Stiinta Craiova
12. ↑  Sportul Studențesc Boekarest speelde één seizoen als Politehnica Boekarest
13. ↑  Politehnica Timișoara speelde 1 seizoen als CSU Timișoara 13 seizoenen als Știința Timișoara
14. ↑  CFR Cluj speelde van 1948 tot 1948 als Ferar Cluj
15. ↑  Progresul Boekarest speelde 13 seizoenen als FC Național Boekarest
16. ↑  Tot 1967 speelde de club als CSMS Iași en van 2004 tot 2006 als Poli Unirea Iași
17. ↑  FC U Craiova 1948 speelde voor 2017 als FC Universitatea Craiova
18. ↑  FC Bihor Oradea speelde zes seizoenen onder de naam Crișul Oradea en 1 seizoen als FC Oradea
19. ↑  Astra Giurgiu speelde tien seizoenen als Astra Ploiesti
20. ↑  Corvinul Hunedoara speelde in 1954 als Metalul Hunedoara
21. ↑  CSM Crișana Oradea speelde 6 seizoenen als CAO Oradea, 2 seizoenen als Libertatea Oradea, 1 seizoen als ICO Oradea en 6 seizoenen als Progresul Oradea en één seizoen als CS Oradea
22. ↑  FCM Reșița speelde 3 seizoenen als UDR Reșița, 2 seizoenen als Otelul Reșița, 1 seizoen als Metalul Reșița en 7 seizoenen als CSM Reșița
23. ↑  Gaz Metan Mediaș speelde 1 seizoen als CSM Mediaș
24. ↑  Juventus Boekarest speelde tot 1947 onder de naam Juventus en dan 1 seizoen als Distributia Boekarest, 1 seizoen als Petrolul Boekarest, 1 seizoen als Partizanul Boekarest en 1 seizoen als Flacara Boekarest
25. ↑  CFR Timișoara speelde 7 seizoenen als Locomotiva Timișoara
26. ↑  FC Olt Scornicești speelde één seizoen als FC Olt Slatina
27. ↑  Avințul Târgu Mureș speelde als 1 seizoen als Dermagent Târgu Mureș,2 seizoenen als RATA Târgu Mureș en 6 seizoenen als
Locomotiva Târgu Mureș
28. ↑  AMEF Arad heet nu Romtelecom Arad, maar speelde onder die naam nooit in de hoogste klasse, de club speelde 8 seizoenen als AMEF Arad en 1 seizoen als Vagonul Arad
29. ↑  Chindia Tirgoviste speelde 1 seizoen als Metalul Tirgoviste en zes seizoenen als CS Tirgoviste
30. ↑  FC Timișoara speelde 2 seizoenen als Politehnica AEK Timișoara en 4 seizoenen als Politehnica FCU Timișoara
31. ↑  CSM Politechnica Iași speelde drie seizoenen als CSMS Iași
32. ↑  Gloria Cluj speelde drie seizoenen als Romania Cluj
33. ↑  Dinamo Cluj speelde 5 seizoenen als Dinamo Stalin en 1 seizoen als Dinamo Brasov
34. ↑  ASA Târgu Mures speelde twee seizoenen als FCM Târgu Mures
35. ↑  FCM Dunărea Galați speelde nog niet onder zijn huidige naam in de hoogste klasse, de club 4 seizoenen als FCM Galați en 1 seizoen als Dunărea CSU Galați
36. ↑  CS Mioveni speelde 1 seizoen als Dacia Mioveni
37. ↑  Dacia Unirea Braila speelde één seizoen als Progresul Braila. In 1937/38 speelde ook al een Dacia Unirea in de hoogste klasse, maar dit is niet dezelfde club
38. ↑  Carpati Baia Mare speelde één seizoen als Phoenix Baia Mare
39. ↑  FC Braila speelde één seizoen als Dacia Unirea Braila en is niet dezelfde club als Dacia Unirea Braila dat in de jaren negentig in de hoogste klasse speelde

## Scheidsrechters
Bijgaand een overzicht van Roemeense scheidsrechters die niet alleen actief zijn of waren in de Liga 1, maar daarnaast ook internationale wedstrijden leiden of hebben geleid.
- Edgar Sorin Altmayer
- Otto Anderco
- Viorel Anghelinei
- Vergiliu Antohi
- Marius Avram
- Pavel Balaj
- Constantin Barbulescu
- Aurel Bentu
- Dumitru Bogaciu
- Constantin Coltescu
- Augustus Constantin
- Gheorghe Constantin
- Sorin Corpodean
- Ion Craciunescu
- Alexandru Deaconu
- Marian Dorobantu

- Vasile Dumitrescu
- Chevorc Ghemighean
- Constantin Ghita
- Ovidiu Haţegan
- Anton Helesteanu
- Aron Huzu
- Ioan Igna
- István Kovács
- Marcel Lica
- Gheorghe Limona
- Nicolae Mihailescu
- Corneliu Nitescu
- Alexandru Parvu
- Constantin Petrea
- Stefan Dan Petrescu
- Radu Liviu Petrescu

- Alexandru Pirvu
- Mihai Popa
- Adrian Porumboiu
- Andrei Radulescu
- Constantin Radulescu
- Nicolae Rainea
- Marian Salomir
- Mircea Salomir
- Ionica Serea
- Petre Sotir
- Adrian Stoica
- Octavian Streng
- Cristian Teodorescu
- Alexandru Tudor
- Denis Xifandu
- Constantin Zotta

UT Arad ·
Dinamo Boekarest · 
Rapid Boekarest ·
FCSB · 
Botoșani · 
Gloria Buzău ·
CFR Cluj · 
U Cluj ·
Farul Constanța · 
CS Universitatea Craiova · 
Oțelul Galați ·
FC Hermannstadt · 
Politehnica Iași · 
Petrolul Ploiești ·
Sepsi Sfântu Gheorghe · 
Unirea Slobozia
Divizia A:
1909/10 · 
1910/11 · 
1911/12 · 
1912/13 · 
1913/14 · 
1914/15 · 
1915/16 · 
1919/20 · 
1920/21 · 
1921/22 · 
1922/23 · 
1923/24 · 
1924/25 · 
1925/26 · 
1926/27 · 
1927/28 · 
1928/29 · 
1929/30 · 
1930/31 · 
1931/32 · 
1932/33 · 
1933/34 · 
1934/35 · 
1935/36 · 
1936/37 · 
1937/38 · 
1938/39 ·
1939/40 · 
1940/41 · 
1946/47 · 
1947/48 · 
1948/49 · 
1950 · 
1951 · 
1952 · 
1953 · 
1954 · 
1955 · 
1956 · 
1957/58 · 
1958/59 · 
1959/60 · 
1960/61 · 
1961/62 · 
1962/63 · 
1963/64 · 
1964/65 · 
1965/66 · 
1966/67 · 
1967/68 · 
1968/69 · 
1969/70 · 
1970/71 · 
1971/72 · 
1972/73 · 
1973/74 · 
1974/75 · 
1975/76 · 
1976/77 · 
1977/78 · 
1978/79 · 
1979/80 · 
1980/81 · 
1981/82 · 
1982/83 · 
1983/84 · 
1984/85 · 
1985/86 · 
1986/87 · 
1987/88 · 
1988/89 · 
1989/90 · 
1990/91 · 
1991/92 · 
1992/93 ·
1993/94 · 
1994/95 · 
1995/96 · 
1996/97 · 
1997/98 · 
1998/99 · 
1999/00 · 
2000/01 · 
2001/02 ·
2002/03 · 
2003/04 ·
2004/05 · 
2005/06

Liga 1:
2006/07 · 
2007/08 ·
2008/09 ·
2009/10 · 
2010/11 ·
2011/12 ·
2012/13 ·
2013/14 ·
2014/15 ·
2015/16 ·
2016/17 ·
2017/18 ·
2018/19 ·
2019/20 ·
2020/21